# Saucats

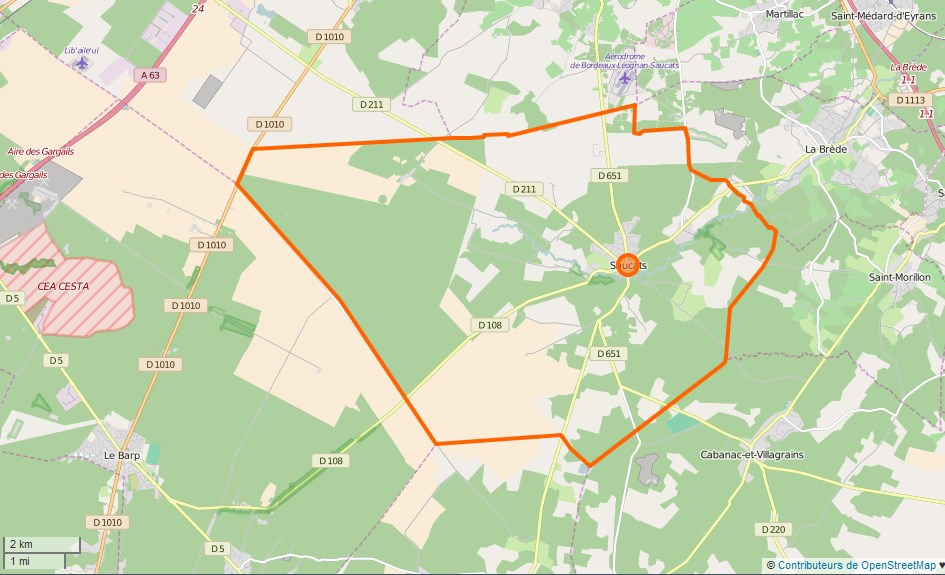
Gemeindegrenzen von Saucats

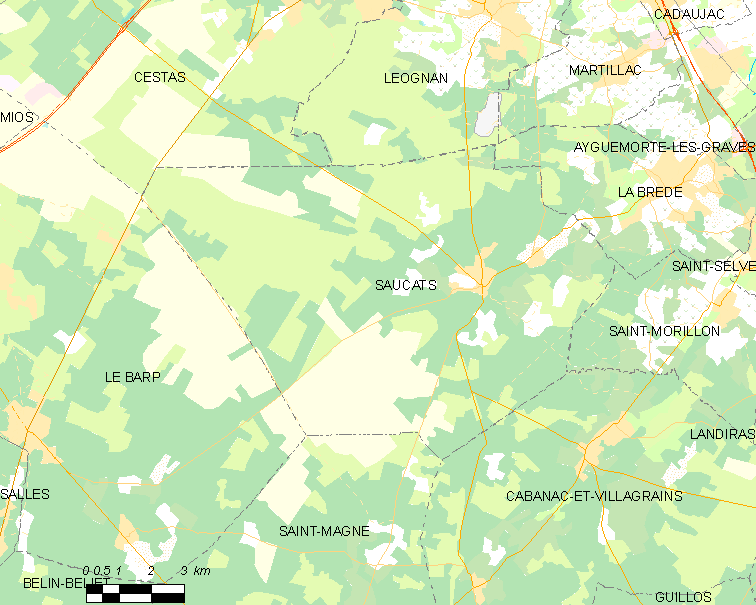
Umgebungskarte

 Saucats  ist eine französische Gemeinde im Département Gironde in der Region Nouvelle-Aquitaine. Die Gemeinde liegt im Einzugsgebiet der Stadt Bordeaux, etwa 30 Kilometer südlich in den sogenannten Landes de Bordeaux.  Während Saucats im Jahr 1962 über 550 Einwohner verfügte, zählt man aktuell 3.446 Einwohner (Stand 1. Januar 2022).
Die Gemeinde gehört zum Kanton La Brède im Arrondissement Bordeaux.
Das Gemeindegebiet wird vom gleichnamigen Fluss Saucats durchzogen, im Norden entspringt die Eau Blanche.

## Bevölkerungsentwicklung
| Jahr                       | 1962 | 1968 | 1975 | 1982 | 1990 | 1999 | 2010 | 2017 |
| Einwohner                  | 550  | 578  | 709  | 1054 | 1514 | 1655 | 2136 | 3056 |
| Quellen: Cassini und INSEE |      |      |      |      |      |      |      |      |

## Weinbau
Saucats ist ein Weinbauort in der Weinbauregion Graves.

## Sehenswürdigkeiten
- Kirche Saint-Pierre

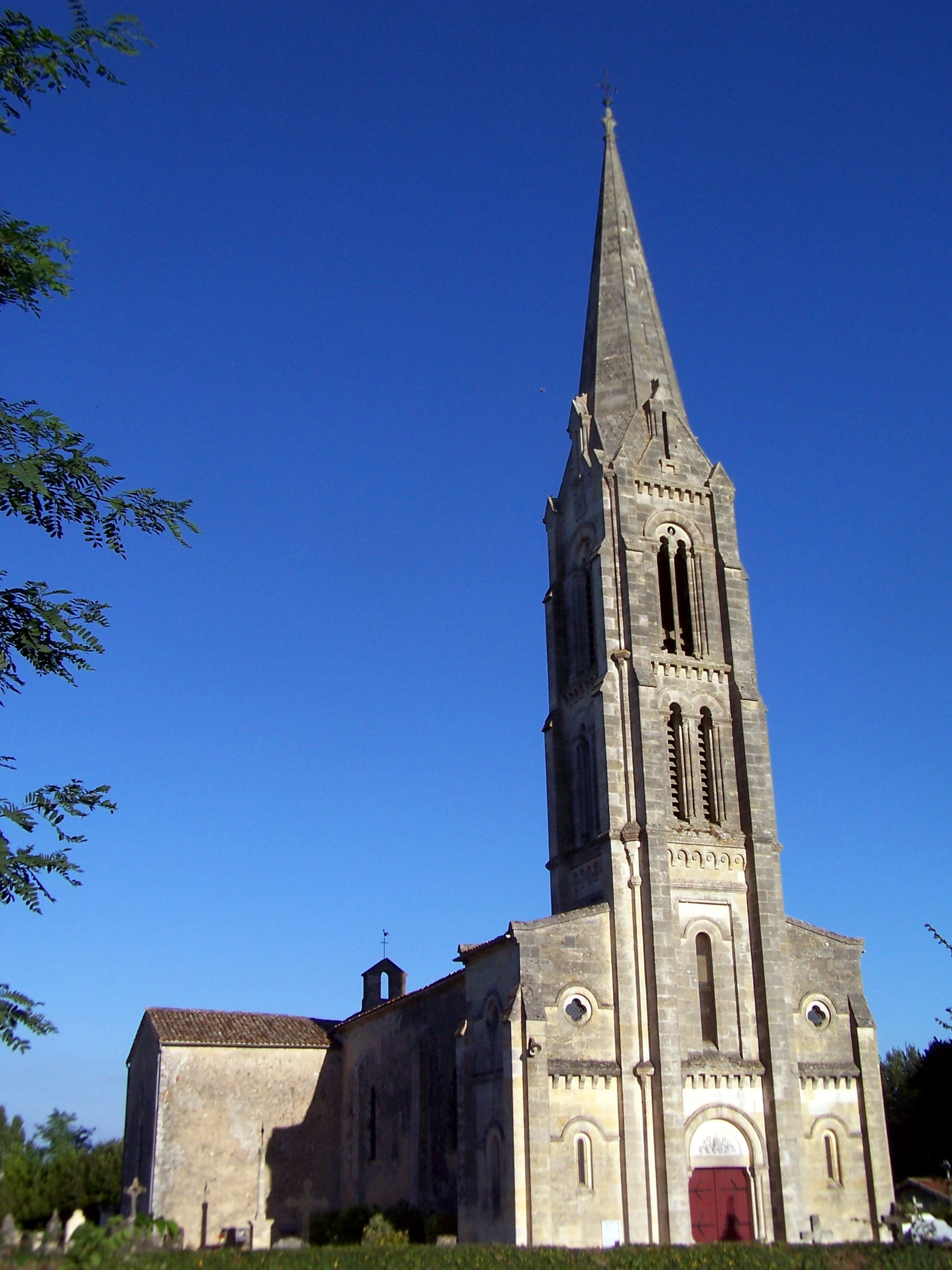
Kirche Saint-Pierre

Siehe auch: Liste der Monuments historiques in Saucats